# Kinboern
Kinboern is een schiereiland en landtong in Zuid-Oekraïne die de Dnjepr-Zuidelijke Boeg-liman van de Zwarte Zee scheidt. Plaatsjes op het schiereiland zijn Pokrovske (oblast Mykolajiv) en Heroiske (oblast Cherson) en hebben ca. 1450 inwoners. Het schiereiland maakt deel uit van het Nationaal Natuurpark Ivoorkust van Sviatoslav.
De naam is afkomstig van het Turkse Kılburun, letterlijk 'neushaar'.
Ten zuiden liggen er twee eilanden, Dovhyi en Kruhlyi die beide onder het Oblast Mykolajiv vallen.

## Geschiedenis
De slag om Kinboern vond plaats op 17 oktober 1855 als onderdeel van de Krimoorlog.

### Russische invasie van Oekraïne
In het begin van de Russische invasie van Oekraïne in 2022 werd het schiereiland aangevallen en uiteindelijk in juni bezet door Russische troepen. Op 30 september 2022 werd het schiereiland door Rusland geannexeerd na een inderhaast georganiseerd Russisch referendum. Na een Oekraïens zomer-tegenoffensief ten noorden van Cherson bleef het schiereiland het laatste door de Russen gecontroleerde gebied in de oblast Mykolajiv en het meest westelijke punt van de door Rusland bezette gebieden van de oblast Cherson.
De gevechten op het schiereiland Kinboern werden in november 2022 hervat, waarbij Oekraïense troepen een herovering in gang zetten.